# 東海旅客鉄道名古屋工場
名古屋工場（なごやこうじょう）は、愛知県名古屋市中川区長良町1丁目1番地に所在する東海旅客鉄道（JR東海）の車両工場で、同社東海鉄道事業本部の管轄下にある。構内には2015年まで日本貨物鉄道（JR貨物）東海支社管轄の名古屋車両所が併設されていた。
本稿では両者を併記するが、各項目で名古屋工場については「JR東海 名古屋工場」、名古屋車両所については「JR貨物 名古屋車両所」とそれぞれに分けて記述する。
1890年（明治23年）7月に設立した関西鉄道四日市工場を前身に持ち、1924年（大正13年）8月21日に現地に移転してから、100年（2024年現在）間操業している長い歴史を持つ車両工場である。1987年（昭和62年）4月1日に国鉄分割民営化によりJR東海が承継、鉄道事業本部（現・東海鉄道事業本部）名古屋工場となり、旧工場の組織の一部が分離されJR貨物が承継、東海支社名古屋車両所となった。
場所は、名古屋駅から南西約4km、近鉄名古屋線黄金駅 - 烏森駅間、関西本線名古屋駅 - 八田駅間、名古屋臨海高速鉄道あおなみ線 ささしまライブ駅 - 小本駅間の線路の南側に沿って位置しており、工場内への入出場は笹島信号場から行われ、また、関西本線を挟んで東には名古屋車両区がある。

## 組織

### JR東海 名古屋工場
当工場は、旧・国鉄名古屋工場の大部分を分割民営化によりJR東海が承継して誕生、同社の在来線12線区の運用車両の全般検査、重要部検査などを担当、電車を主体として気動車の検査・修繕（以下：検修）を行っている。以前は、浜松工場でも在来線車両の検修を行っていたが、現在は当工場が、JR東海唯一の在来線車両の検修を行う車両工場となった。
2014年（平成26年）2月にJR東海が耐震化および設備更新を目的とした名古屋工場設備の建て替え・補強工事などを工場機能は停止しないままでを行うと発表、同月工事開始、2022年（令和4年）3月16日に工事が完成、同日より新検査設備での検修が開始した。

### JR貨物 名古屋車両所
当車両所は、旧・国鉄名古屋工場の貨車職場・内燃機職場・機械加工部門が分割民営化により分離、それらをJR貨物が継承して開設、土地・建物はJR東海から借用している。当初は、自社の電気機関車、ディーゼル機関車、貨車の検修、JR東海から車両部品などを受託、自社の車両部品をJR東海へ委託してきた。
JR東海の機関車などが廃車された2009年（平成21年）3月以降は、自社ディーゼル機関車のエンジン・液体変速機と貨車の検修に縮小したが、2014年（平成26年）2月にJR東海が上記の件を発表した為、2015年（平成27年）4月にディーゼル機関車のエンジン・液体変速機の検修は愛知機関区構内に新たに発足した愛知機関区稲沢派出へ移転、貨車検修は川崎車両所へ移管、同所は閉所した。

## 歴史・沿革
当工場・車両所のこれまでの歴史・沿革を、「旧・四日市工場→旧・国鉄名古屋工場」、「民営化後（JR東海 名古屋工場）」、「民営化後（JR貨物 名古屋車両所）」の3項目に分けて下記に記述する。

### 旧・四日市工場→旧・国鉄名古屋工場
1890年（明治23年）7月に関西鉄道が建設した四日市工場から始まり、国有化後も四日市で操業し、四日市の鉄工業の発展大いに寄与した。その後、修繕車両は増加の一途を辿り、敷地が狭い上、立地上、業務拡大を進める為の用地拡大が困難であることなどから、名古屋に近い地域への移転が検討され、1924年（大正13年）8月に現地へ移転した。
移転後、1932年（昭和7年）に内燃動車（気動車）検修を開始し、両数が最高に達した1935年（昭和10年）には、それまで日数が43日かかっていた修繕が、他工場に派遣するなどして技術習得を図り、10日間で仕上げるまでに技術水準を急速に向上させた。その後、その気動車の修繕技術を活かして1940年（昭和15年）に省営自動車（後の国鉄バス）の修繕を始め、1943年（昭和18年）には年20両から年80両までに修繕実績を大幅に高め、自動車職場を創設するまで至った。終戦後の1950年（昭和25年）に作業量の減少と自動車修繕の集中専門化の方針により、省営自動車の修繕業務は終了した。
終戦後は、近代的な研修設備を進めた結果、名実と供に中部地区の内燃機関の集中修繕工場となり、さらに動力設備、車輪検修設備なども更新、路線の電化が進む中で、1978年（昭和53年）11月より新たに電車の検修も開始し、以来、中部地区の電車・気動車の検修工場として発展し続けた。
1963年（昭和38年）に、鉄道記念物の蒸気動車キハ6401を復元、国鉄末期には、12系客車のジョイフルトレイン改造を手がけ、1982年（昭和57年）3月の「いこい」、1983年（昭和58年）3月の「お座敷列車（通称：ナコ座）」、1985年（昭和60年）9月の「ユーロライナー」を担当、そのうち、「お座敷列車」と「ユーロライナー」では両端車の展望車化改造も行われた 。

#### 沿革1
- 1890年（明治23年）7月 - 関西鉄道四日市工場として発足。当時は四日市駅構内にあった。
- 1907年（明治40年）10月1日 - 関西鉄道の国有化に伴い、帝国鉄道庁湊町営業事務所四日市工場に改組。
- 1908年（明治41年）12月 - 帝国鉄道省が鉄道院に改組に伴い、鉄道院西部鉄道管理局四日市工場へ改称。
- 1924年（大正13年）8月21日 - 現在地の名古屋駅構内に移転、鉄道省名古屋鉄道管理局名古屋工場に改称。
- 1932年（昭和7年）4月 - 内燃動車（気動車）検修開始。
- 1942年（昭和17年）9月11日 - 鉄道省名古屋鉄道局名古屋工機部に改称。
- 1949年（昭和24年）6月1日 - 日本国有鉄道発足に伴い、日本国有鉄道名古屋工場に改称。
- 1950年（昭和25年）8月 - 日本国有鉄道名古屋鉄道局名古屋工場に改称。
- 1952年（昭和27年）8月 - 日本国有鉄道名古屋工場改称。
- 1957年（昭和32年）1月 - 支社制発足に伴い、日本国有鉄道中部支社名古屋工場に改称。
- 1963年（昭和38年） - 鉄道記念物の蒸気動車キハ6401を復元。
- 1970年（昭和45年）8月 - 支社制廃止に伴い、本社直轄の日本国有鉄道名古屋工場に改称。
- 1973年（昭和48年）9月1日 - 本社直轄から日本国有鉄道名古屋鉄道管理局名古屋工場に改称。
- 1978年（昭和53年）11月 - 電車（153系）検修開始。
- 1982年（昭和57年）3月 - 12系客車改造、ジョイフルトレイン「いこい」落成。
- 1983年（昭和58年）3月 - 12系客車改造、ジョイフルトレイン「お座敷列車（通称：ナコ座）」落成。
- 1985年（昭和60年）9月 - 12系客車改造、ジョイフルトレイン「ユーロライナー」落成。

### 民営化後（JR東海 名古屋工場）
国鉄分割民営化により、旧工場の大部分をJR東海が継承、鉄道事業本部名古屋工場となり、翌年、組織変更により東海鉄道事業本部名古屋工場に改称した。
電車や気動車の検修のほかに、所属車両の改造工事も手がけ、電車・気動車の非冷房車への冷房装置取付、1988年（昭和63年）に381系先頭車のパノラマ化改造と、キハ80系「リゾートライナー」改造、1989年（平成元年）に165系「ゆう・ゆう東海」改造、1993年（平成5年）と1996年（平成8年）にパレット輸送用荷物客車マニ44形をトロッコ列車「トロッコファミリー号」用へのトロッコ化改造、2011年（平成23年）に117系観光列車「そよかぜトレイン117」改造などを手がけた。
また、1989年（平成元年）2月と3月に、キハ11形2両の製造を行った。ただし、車両メーカーより構体ブロックを購入し、自社工場で組み立てと艤装を行ったノックダウン生産である。
2014年（平成26年）2月13日にJR東海が耐震化および設備更新を目的とした名古屋工場設備の建て替え・補強などを工場機能の停止はせず工事する発表、2016年（平成28年）2月から約8年かけて、工事を実施した。2017年（平成29年）9月3日には、JR東海発足30周年記念イベント「名古屋工場見学と鉄道お仕事体験」として、応募制による見学会を実施した。2022年（令和4年）3月16日に耐震化および設備更新工事が完成、同日より新検査設備での検修が開始した。

#### 沿革2
- 1987年（昭和62年）4月1日 - 国鉄分割民営化により、旧工場の大部分をJR東海が継承、鉄道事業本部名古屋工場となる。
- 1988年（昭和63年） - 会社組織変更により東海鉄道事業本部名古屋工場に改称。381系先頭車のパノラマ化改造施工、キハ80系改造「リゾートライナー」落成。
- 1989年（平成元年）
  - 2月28日 - キハ11-122を製造[13]。
  - 3月8日 - キハ11-123を製造[13]。
  - 7月27日 - 165系電車改造、「ゆう・ゆう東海」落成。
- 1993年（平成5年）1月29日　- 荷物客車マニ44形改造、「トロッコファミリー号」用オハフ17-1落成[18]。
- 1996年（平成8年）2月21日 - 荷物客車マニ44形改造、「トロッコファミリー号」用オハフ17-11落成[19]。
- 2011年（平成23年）7月22日 - 117系電車改造、観光列車「そよかぜトレイン117」落成。
- 2014年（平成26年）2月13日 - JR東海が耐震化および設備更新を目的とした名古屋工場設備の建て替え・補強などを発表。
- 2017年（平成29年）9月3日 - JR東海発足30周年記念イベント「名古屋工場見学と鉄道お仕事体験」として、応募制による見学会を実施。
- 2022年（令和4年）3月16日 - 工場内の耐震化および設備更新工事が完成、同日より新検査設備での検修を開始。

### 民営化後（JR貨物 名古屋車両所）
国鉄分割民営化により、旧工場のうち2職場、1部門をJR貨物が継承、東海支社名古屋車両所となる。
2009年（平成21年）3月までにJR東海所属の電気機関車、客車、貨車が廃車されたことにより、JR東海との一連の受委託は終了し、自社所属の一部のディーゼル機関車のエンジン・液体変速機の全般検査と第2交番検査Bでの整備と貨車のみの担当となった。
2014年（平成26年）2月13日にJR東海が耐震化および設備更新を目的とした名古屋工場設備の建て替え・補強などを発表したことに伴い、2015年（平成27年）4月にディーゼル機関車のエンジン・液体変速機の検修は、愛知機関区構内の愛知機関区稲沢派出へ移転、同時に貨車検修を川崎車両所に移管したため同所は閉所した。

#### 沿革3
- 1987年（昭和62年）4月1日 - 国鉄分割民営化により、旧工場のうち貨車職場・内燃機職場・機械加工部門をJR貨物が継承、東海支社名古屋車両所となる。
- 2009年（平成21年）3月 - JR東海所属の電気機関車、客車、貨車が廃車された為、JR東海との一連の受委託が終了。
- 2014年（平成26年）2月13日 - JR東海が耐震化および設備更新を目的とした名古屋工場設備の建て替え・補強などを発表、当車両所の建物もその対象となる。
- 2015年（平成27年）4月 - ディーゼル機関車エンジン・液体変速機の検修を愛知機関区稲沢派出（愛知機関区構内）へ移転、貨車検修を川崎車両所へ移管、閉所。

## 組織と業務

### JR東海 名古屋工場の組織と業務
工場長を筆頭に総務科・車両管理科・設備科の3科と、車体センター・台車センター・検査センターの3センターから組織されている。
前者3科は、工場全体の総務一般、経費、工事計画、検査修繕技術、品質管理、教育を総括、後者3センターは、機器艤装、車体の検修、塗装、車両部品の検修、輪軸・台車の検修などをそれぞれ担当する。前述の耐震化および設備更新工事完成に伴い、新検査設備での検修が開始され、塗装や機械設備の更新、修繕ラインの改良がされ、組み立てや検査品質の向上、各種作業の効率化が実現した。
当工場の担当形式は、電車では211系から313系、特急形の373系、383系、気動車では、キハ11形、キハ25形、キハ75形や、特急形のHC85系など、多種多様に及んでいる。
また、名古屋臨海高速鉄道1000形、愛知環状鉄道2000系、東海交通事業キハ11形の重要部検査・全般検査も受託している。

### JR貨物 名古屋車両所の組織と業務
管理科、検修科の2科と、貨車、内燃機、機械加工の3職場から成っていた。
開設当初は、自社の電気機関車のサスメタル加修、ディーゼル機関車のエンジン・液体変速機検修、貨車の台車・軸受メタル加工などを行っていた。
JR東海所属の電気機関車のサスメタル加修、ディーゼル機関車のエンジン・液体変速機検修、電車の部品機械加工、気動車のエンジン・液体変速機検修、機械加工、客車の発電用エンジン検修、貨車の車体・台車検修などは同社から受託、自社ディーゼル機関車の電気部品、貨車の輪軸や自動連結器などはJR東海へ委託、ディーゼル機関車のオイルクーラー及び充電発電機などは外部委託していた。
2015年4月にディーゼル機関車のエンジン・液体変速機の検修を愛知機関区稲沢派出へ移転、貨車検修は川崎車両所移管に伴い同所は閉所した。

## 整備済み車両の車体に記される略号

### JR東海 名古屋工場
- 名古屋工、NG

## 検査担当車両
当項目では、JR東海の検査担当車両のみを記述する。

### 電車
- 211系 - 静岡車両区、神領車両区
- 213系 - 大垣車両区
- 285系 - 大垣車両区（名目上は当工場だが、実際は西日本旅客鉄道後藤総合車両所に検査業務を委託している）
- 311系 - 大垣車両区
- 313系 - 大垣車両区、静岡車両区、神領車両区
- 373系 - 静岡車両区
- 383系 - 神領車両区
- 名古屋臨海高速鉄道1000形
- 愛知環状鉄道2000系

### 気動車
- キハ11形 - 名古屋車両区、東海交通事業
- キハ25形 - 名古屋車両区、美濃太田車両区
- キハ75形 - 名古屋車両区、美濃太田車両区
- HC85系 - 名古屋車両区
- キヤ95系（ドクター東海） - 名古屋車両区
- キヤ97系 - 名古屋車両区、美濃太田車両区